# Tobias do Rego Monteiro
Tobias do Rego Monteiro (Natal, 29 de julho de 1866 — Petrópolis, 4 de agosto de 1952) foi um jornalista, banqueiro e político brasileiro, e considerado um dos maiores historiadores do país. Foi senador pelo Rio Grande do Norte de 1921 a 1923.

## Biografia
Era filho de Jesuíno Rodofpho do Rego Monteiro e D. Maria Inácia do Rego Monteiro. Fez os estudos primários em Natal, dali indo matricular-se na Faculdade de Medicina do Rio de Janeiro, interrompendo o curso como quartanista.
Ainda na cidade natal fundara e redigira os jornais A Idéia e A Luz, de cunho literário, nos períodos de 1879 a 1883.
Foi apresentado a Rui Barbosa, no Rio de Janeiro, tornando-se-lhe chefe de gabinete. Por indicação do jurista, após a Proclamação da República trabalhou no Diário Oficial, e acompanhou-o até sua partida ao exílio, quando do episódio da Revolta da Armada. Na volta de Rui, articulou a aquisição do Jornal do Brasil, trabalhando ainda no Jornal do Commercio e para o Correio Paulistano
Entrevistou Émile Zola acerca do Caso Dreyfus, em 24 de junho de 1898.
Foi ainda, secretário de Campos Sales, tendo acompanhado este Presidente em sua viagem à Europa, entre 1900-1901.

## Obras publicadas
Como escritor, recebeu o Prêmio Machado de Assis, da Academia Brasileira de Letras.
Obras de Rego Monteiro:
- Pesquisas e Depoimentos para a História. RJ, F. Brigniet, 1939 a 1946. 2 V. Il.
- História do Império: O Primeiro Reinado. RJ, F. Brigniet, 1939 a 1946. 2 V. Il.
- Funcionários e Doutores. RJ, F. Alves, 1917. 119 P.
- História do Império; A Elaboração da Independência. RJ, F. Brigniet, 1927. 869 P.
- As origens da guerra e o dever do Brasil. RJ, F. Alves. 1918.
- Presidente Campos Salles na Europa. RJ, F. Brigniet, 1928.
- Cartas sem título.
- Do Rio ao Paraná. RJ, 1903.
- Pesquisas e depoimentos. (1913).
- Cão e Gato.
- A Lei de Imprensa. "Elaboração da Independência" - (1927)